# Dagmar Künast

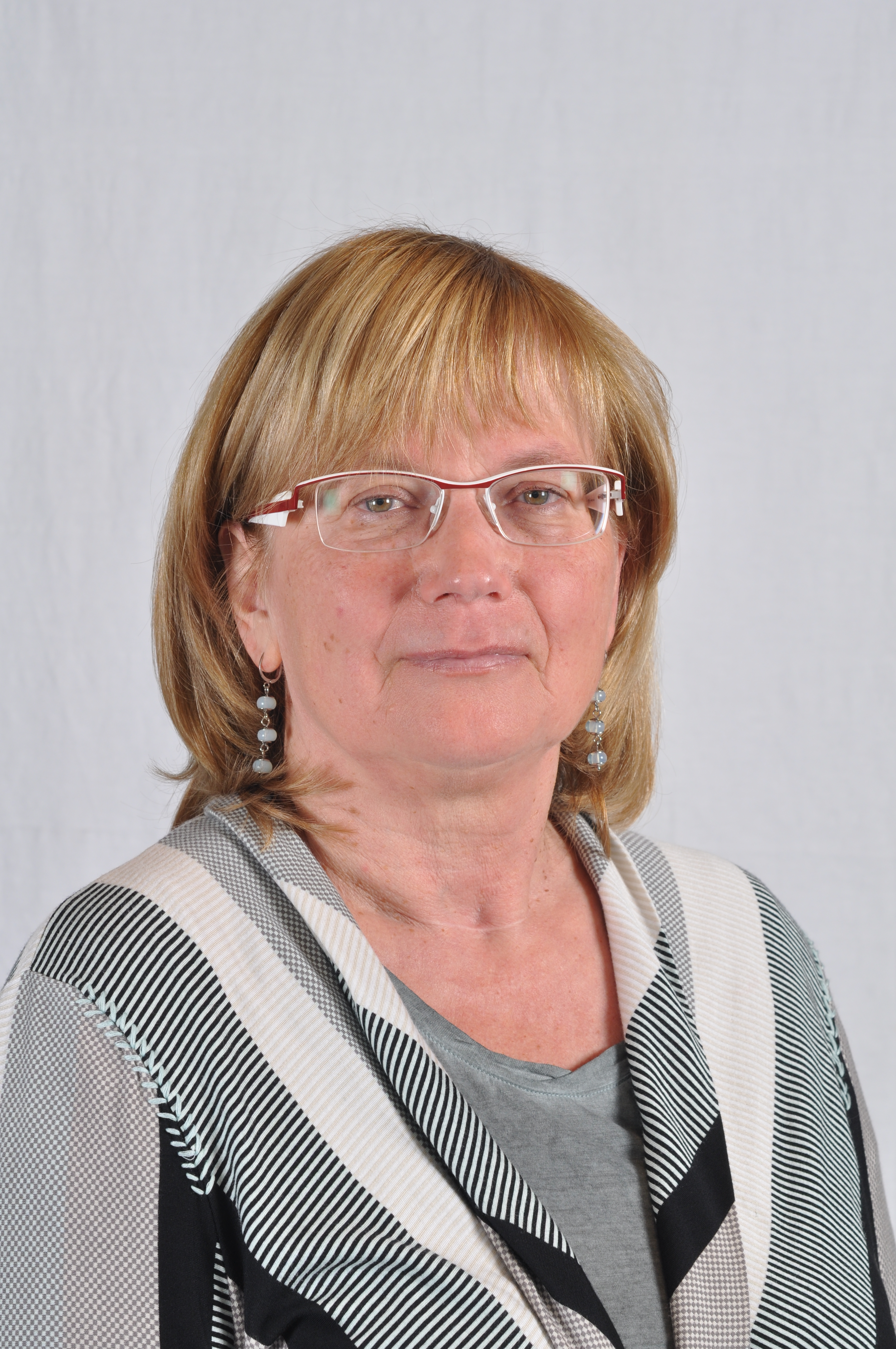
Dagmar Künast (2011)

Dagmar Künast (* 31. Januar 1947 in Leipzig) ist eine deutsche Politikerin (SPD) und war von 1994 bis 1999 sowie von 2002 bis 2014 Mitglied des Thüringer Landtags.

## Leben
1965 machte Künast das Abitur und besuchte anschließend eine Fachschule, an der sie den Beruf der Säuglings- und Kinderkrankenschwester erlernte. Von 1970 bis 1977 übte sie diese Tätigkeit aus. Danach war sie bis 1989 Gruppenerzieherin in einer Sondertagesstätte sowie kurzzeitig in einer Werkstatt für Behinderte. Im Jahr 1990 wurde sie Sozialdezernentin und stellvertretende Landrätin im Landkreis Pößneck. Im Anschluss daran war Dagmar Künast Beamtin im Ruhestand und vorübergehend arbeitslos. Von 1994 bis 1999 war sie Mitglied des Thüringer Landtags. Danach sorgte sie nach einjähriger Arbeitslosigkeit als Pflegekraft in einem Pflegeheim der Arbeiterwohlfahrt sowie als Stationsschwester für psychisch Behinderte und seelisch kranke Menschen. Dagmar Künast ist verheiratet und hat einen Sohn.

## Politik
Dagmar Künast wurde für die zweite Legislaturperiode (1994 bis 1999) in den Thüringer Landtag gewählt. In dieser Zeit war sie Sprecherin für Behinderte und Senioren sowie Mitglied im Sozialausschuss. Am 17. Oktober 2002 zog sie erneut in den Landtag ein und wurde Sprecherin für Gesundheit und Frauen. Sie folgte Petra Heß, die in den Bundestag gewählt worden war. Bei den Wahlen von 2004 und 2009 wurde Dagmar Künast als Abgeordnete bestätigt und amtierte als Landtagssprecherin für Behinderte und Senioren sowie als Mitglied im Sozialausschuss und in der Strafvollzugskommission. Zur Landtagswahl 2014 trat sie nicht mehr an.
Dagmar Künast war 1989 Gründungsmitglied des SDP in Pößneck. Von 1990 bis 1999 war sie Landesvorsitzende der Arbeiterwohlfahrt Thüringen sowie Vorstandsmitglied der SPD (seit 2004 erneut) und der SGK Thüringens. Sie war von 1994 bis 2014 Mitglied im Kreistag des Saale-Orla-Kreises.

## Ehrungen
- Verdienstmedaille des Bundesverbandes der Arbeiterwohlfahrt
- Bundesverdienstkreuz am Bande (15. Dezember 2001)[1]